# 沈阳东关教会
沈阳东关教会（韓語：심양동관교회）是位于中国辽宁省沈阳市，目前它是中国东北地区最大的和最古老的基督教新教教堂之一。它也因作为在中国和朝鲜半岛的朝鲜族基督教信仰的发源地而闻名。

## 简介
沈阳东关教会位于沈阳市大东区东顺城街三自巷8号，1889年由苏格兰人约翰·罗斯创立， 迄今已有100余年历史。
1887年，他在此第一次翻译《新约圣经》成朝鲜文，所以东关教会也因此作为在中国和朝鲜半岛的朝鲜族基督教信仰的发源地而闻名。